# Royal Boskalis Westminster
Royal Boskalis Westminster N.V. (Euronext: BOKA) é uma empresa sediada nos Países Baixos que fornece serviços relacionados com a construção e a manutenção de infraestruturas marítimas, numa base internacional.

## LIgações externas
- site oficial